# Římskokatolická farnost Vetlá
Římskokatolická farnost Vetlá (lat. Wettla) je církevní správní jednotka sdružující římské katolíky na území vesnice Vetlá a v jejím okolí. Organizačně spadá do litoměřického vikariátu, který je jedním z 10 vikariátů litoměřické diecéze. Centrem farnosti je kostel svatého Jakuba Staršího ve Vetlé.

## Historie farnosti
První písemná zmínka o farní lokalitě pochází z roku 1333. Již roku 1384 byla v místě plebánie. Matriky byly vedeny od roku 1699. V roce 1785 byla obnovena fara.

### Duchovní správcové vedoucí farnost
Začátek působnosti jmenovaného v duchovní správě farnosti od roku:
- 1784 Wencesl. Oliwa, † 2. 4. 1788 in Roudnice
- 1789 par. vacat, cap. Joann. Stodola
- 1789 proto-par. (1. farář) Math. Peczeny, n. 1731, † 7. 9. 1799
- 1799 par. vacat, cap. Wencesl. Ioann. Körpert
- 1799 Jos. Aloys. Pellikovsky de Lauro, † 26. 5. 1811
- 1811 Christoph. Burian, n. 26. 5. 1754 Vrbice, o. 30. 5. 1781, + 16. 2. 1829
- 1829 par. vacat, cap. Jos. Kuhlhanek
- 1829 Franc. Hoena, n. 26. 7. 1782 Türmicenc., o. 20. 8. 1808, † 5. 12. 1835
- 1831 Laurent. Simon, n. 10. 8. 1782 Chabařovice, o. 8. 9. 1805
- 1859 Jos. Hochmann, n. 27. 2. 1803 Načeradec., o. 20. 8. 1827, † 1873
- 1874 Anton. Zajíček, n. 27. 4. 1825 Skrchleb., o. 4. 7. 1848, † 9. 4. 1874
- 1875 Joann. Pavla, n. 2. 4. 1817 Praha, o. 1. 8. 1841, † 27. 7. 1885
- 1886 Franc. Seraph. Pomajzl, n. 1. 10. 1823 Ouhonic., o. 1. 8. 1847, † 14. 10. 1893
- 1893 par. vacat, admin. interc. Car. Hassmann
- 1894 Franc. Ludwig, n. 2. 12. 1833 Třebenice, o. 26. 7. 1858, † 15. 5. 1909
- 1901 Joann. Vavrouš, n. 13. 3. 1838 Čečelice, o. 26. 6. 1864, † 6. 6. 1905
- 1902 par. vacat, admin. interc. Venc. Šrámek
- 1903 Venc. Brzek, n. 12. 2. 1843 Kladruby, o. 25. 7. 1868, † 10. 6. 1912
- 1910 Carol. Reiter, n. 8. 6. 1859 Mn. Hradiště, o. 24. 8. 1882, † 30. 12. 1932
- 1923 Ferd. Prokop, n. 24. 5. 1886 Vlach. Březí, o. 17. 7. 1910, † 10. 7. 1942
- 1. 11. 1938 par. vacat, admin. interc. Vojtěch Peterek
- 1. 7. 1939 par. vacat, admin. exc. Josef Pikora
- 1941 Jaroslav Drábek, n. 29. 1. 1908 Nelešovice (M), o. 27. 6. 1937
- 1. 7. 1943 František Janiš
- 1. 10. 1948 Michael Raab
- 1. 10. 1950 František Krutílek
- 1. 11. 1952 František Kobr
- 1. 7. 1954 Ladislav Vybíral
- 19. 3. 1959 Jaroslav Novosad
- 1. 6. 1963 Antonín Pospíšil
- 1. 10. 1963 František Kocman
- 1. 6. 1977 Radim Hložánka, admin. exc.
- 15. 1. 1982 Ferdinand Plhal, SDB
- 1992–2010 Miroslav Šantin, admin. in materialibus
- 2. 8. 2010 Anselm Pavel Kříž, O.Praem., admin. exc. ze Štětí[3]

Kromě kněží stojících v čele farnosti, působili ve farnosti v průběhu její historie i jiní kněží. Většinou pracovali jako farní vikáři, kaplani, katecheté, výpomocní duchovní aj.

## Území farnosti
Do farnosti náleží území těchto obcí:
- Vetlá (Wettel[p 2])
- Brzánky (Brzanken[p 2])
- Černěves (Tschernowes[p 2])
- Chodouny (Chodaun[p 2])
- Kyškovice (Kischkowitz[p 2])
- Lounky (Launken[p 2])
- Mastířovice (Mastirzowitz[p 2])
- Vědomice (Wiedomitz[p 2])
- Vrbice (Wrbitz[p 2])

## Římskokatolické sakrální stavby na území farnosti
| | Fotografie | Stavba                     | Místo       | Bohoslužby                      | Zeměpisné souřadnice             | Status                     | Číslo kulturní památky           |
| Kostely | Kostely    | Kostely                    | Kostely     | Kostely                         | Kostely                          | Kostely                    | Kostely                          |
| --- | ---------- | -------------------------- | ----------- | ------------------------------- | -------------------------------- | -------------------------- | -------------------------------- |
| 1. |            | Kostel sv. Jakuba Staršího | Vetlá       | bližší informace o bohoslužbách | 50°28′20″ s. š., 14°17′22″ v. d. | farní kostel               | 43225/5-2451 (Pk•MIS•Sez•Obr•WD) |
| 2. |            | Kostel sv. Prokopa         | Černěves    | bližší informace o bohoslužbách | 50°27′9″ s. š., 14°14′33″ v. d.  | filiální kostel, hřbitovní | 30535/5-1982 (Pk•MIS•Sez•Obr•WD) |
| 3. |            | Kostel sv. Mikuláše        | Lounky      | bližší informace o bohoslužbách | 50°28′43″ s. š., 14°14′23″ v. d. | filiální kostel, hřbitovní | 31517/5-2165 (Pk•MIS•Sez•Obr•WD) |
| Kaple |            |                            |             |                                 |                                  |                            |                                  |
| 4. |            | Kaple                      | Brzánky     | neslouží se pravidelně          |                                  | obecní kaple               | —                                |
| 5. |            | Kaple                      | Kyškovice   | neslouží se pravidelně          |                                  | obecní kaple               | —                                |
| 6. |            | Kaple                      | Lounky      | neslouží se pravidelně          | 50°28′36″ s. š., 14°14′22″ v. d. | obecní kaple               | —                                |
| 7. |            | Kaple sv. Jana a Pavla     | Mastířovice | bližší informace o bohoslužbách | 50°29′7″ s. š., 14°18′31″ v. d.  | obecní kaple               | 27143/5-2447 (Pk•MIS•Sez•Obr•WD) |
| 8. |            | Kaple sv. Floriána         | Vrbice      | bližší informace o bohoslužbách | 50°29′0″ s. š., 14°17′11″ v. d.  | obecní kaple               | 42584/5-2445 (Pk•MIS•Sez•Obr•WD) |
| Některé drobné sakrální stavby a pamětihodnosti lze dohledat zde v databázi Drobné sakrální památky Zaniklé sakrální stavby lze dohledat zde v databázi Poškozené a zničené kostely, kaple a synagogy v České republice |            |                            |             |                                 |                                  |                            |                                  |

Ve farnosti se mohou nacházet i další drobné sakrální stavby, místa římskokatolického kultu a pamětihodnosti, které neobsahuje tato tabulka.

## Příslušnost k farnímu obvodu
Z důvodu efektivity duchovní správy byl vytvořen farní obvod (kolatura) farnosti Štětí nad Labem, jehož součástí je i farnost Vetlá, která je tak spravována excurrendo.